# Ultimate (альбом Ширли Хорн)
Ultimate — сборник американской певицы и пианистки Ширли Хорн, выпущенный 25 мая 1999 года на лейбле Verve Records. Альбом был выпущен в серии Ultimate Verve и был скомпанован канадской джазовой певицей Дайаной Кролл.

## Отзывы критиков
Стивен Томас Эрлевайн в рецензии для AllMusic написал, что Кролл проделала отличную работу по обобщению последних записей Хорн для Verve. Некоторые, по его мнению, могут возразить, что не хватает пары любимых песен, но в целом, эти шестнадцать песен отражают суть Хорн, и этого достаточно, чтобы сделать этот сборник стоящим.

## Список композиций
| №   | Название                                    | Автор(ы)                                             | Длительность |
| --- | ------------------------------------------- | ---------------------------------------------------- | ------------ |
| 1.  | «Come Dance With Me»                        | Джимми Ван Хьюзен, Сэмми Кан                         | 2:56         |
| 2.  | «Come a Little Closer / Wild Is the Wind»   | Дмитрий Тёмкин, Нед Вашингтон, Джон Уоллоувич        | 7:27         |
| 3.  | «Hard-Hearted Hannah, the Vamp of Savannah» | Чарльз Бейтс, Джек Йеллен, Милтон Эйгер, Боб Бигелоу | 3:36         |
| 4.  | «Only the Lonely»                           | Джимми Ван Хьюзен, Сэмми Кан                         | 3:05         |
| 5.  | «Something Happens to Me»                   | Джек Сигел, Марвин Фишер                             | 3:29         |
| 6.  | «I Fall in Love Too Easily»                 | Джул Стайн, Сэмми Кан                                | 5:39         |
| 7.  | «Foolin' Myself»                            | Джек Лоуренс, Пол Тинтурин                           | 2:48         |
| 8.  | «A Time for Love»                           | Джонни Мэндел, Пол Фрэнсис Уэбстер                   | 6:44         |
| 9.  | «Get Out of Town»                           | Коул Портер                                          | 2:51         |
| 10. | «Do it Again»                               | Бадди Десильва, Джордж Гершвин                       | 2:57         |
| 11. | «(Being) Green»                             | Джо Рапозо                                           | 3:15         |
| 12. | «The Eagle and Me»                          | Йип Харбург, Гарольд Арлен                           | 3:03         |
| 13. | «Summer (Estaté)»                           | Брюс Мартино, Джоэль Сигел                           | 7:38         |
| 14. | «Baby Baby All the Time»                    | Бобби Труп                                           | 2:45         |
| 15. | «I Wanna Be Loved»                          | Билли Роуз, Эдвард Хейман, Джон Грин                 | 4:37         |
| 16. | «Hit the Road, Jack»                        | Перси Мэйфилд                                        | 3:09         |

## Участники записи
- Ширли Хорн — вокал, фортепиано, аранжировка (3, 6, 16)
- Чарльз Эйблз — бас-гитара (1-3, 5, 8, 9, 12-15), гитара (16)
- Стив Уильямс[англ.] — ударные (1-3, 5, 8, 9, 12-16)
- Джонни Мэндел — аранжировка (2, 13)
- Эдвард Карам — дирижёр (2, 8, 13)
- Гэри Бартц[англ.] — саксофон-альт (3)
- Джимми Джонс[англ.] — аранжировка, дирижёр (4, 10)
- Милт Хинтон[англ.] — контрабас (4, 10)
- Ози Джонсон[англ.] — ударные (4, 10)
- Фрэнк Уэсс[англ.] — флейта (4, 10), саксофон-тенор (10)
- Джером Ричардсон[англ.] — флейта (4, 10), саксофон (10)
- Кенни Беррелл[англ.] — гитара (4, 10)
- Хэнк Джонс — фортепиано (4, 10)
- Джин Орлофф[англ.] — скрипка (4, 10)
- Рон Картер — контрабас (6)
- Эл Фостер — ударные (6)
- Рой Харгроув — труба (6)
- Бастер Уильямс[англ.] — контрабас (7)
- Билли Харт[англ.] — ударные (7)
- Бак Хилл[англ.] — саксофон-тенор (7, 15)
- Уинтон Марсалис — труба (8)
- Джерри Маллиган — саксофон-баритон (10)
- Эл Кон[англ.] — саксофон-тенор (10)
- Эрни Ройал[англ.] — труба (10)
- Тайлер Митчелл[англ.] — бас-гитара (16)

Сведения взяты из аннотации к альбому.